# Caracol Televisión
Caracol Televisión (um acrônimo para Cadena Radial Colombiana), ou simplesmente Caracol, é uma rede de televisão aberta colombiana pertencente ao Grupo Valorem. É uma das principais redes de televisão privada da Colômbia, ao lado do Canal RCN e do Canal 1. A rede distribui e produz mais de 5.000 programas e já exibiu em mais de 80 países.

## Programas

### Telejornal
- Noticias Caracol

### Esportes
- Gol Caracol
- Caracol Sports

### Reality shows
- La Voz Colombia
- Yo me llamo

## Canais de televisão
| Logótipo | Canal                 | Descrição | Fundação                          |
| -------- | --------------------- | --- | --------------------------------- |
|          | Caracol               | O principal canal do Caracol Televisión. Foi lançado em 1998 como Canal Caracol. Notícias, esportes, entretenimento, telenovelas e séries.                                                    | 10 de julho de 1998 (26 anos)     |
|          | Caracol Internacional | Canal internacional. Foi lançado em 2003 como Caracol TV Internacional. Está disponível em provedores de cabo e satélite.                                                                     | 3 de julho de 2003 (21 anos)      |
|          | Novelas Caracol       | Canal de entretenimento geral, focado em telenovelas e séries produzidas pelo Caracol Televisión. Foi lançada em 2009 como Caracol Novelas. Está disponível em provedores de cabo e satélite. | 23 de fevereiro de 2009 (16 anos) |
|          | Canal Época           | Canal de televisão clássico. Foi lançado em 2011, de propriedade conjunta da Telefónica. Está disponível em provedores de cabo e satélite.                                                    | 2011 (14 anos)                    |
|          | Caracol HD2           | Canal de alta definição. Foi lançado em 2014. O canal se concentrou na transmissão simultânea de programas de televisão do Caracol.                                                           | 1 de abril de 2014 (11 anos)      |
|          | Caracol Móvil         | Sinal móvel da Caracol Televisión. |                                   |
|          | La Kalle HD           | Canal de música. Foi lançado em 2017. O canal se concentrava em videoclipes, shows ao vivo e turnês.                                                                                          | fevereiro de 2017 (8 anos)        |

## Estações de radio
| Logótipo | Estação   | Descrição             | Fundação                        |
| -------- | --------- | --------------------- | ------------------------------- |
|          | Blu Radio | Rádio FM generalista. | 6 de novembro de 2012 (12 anos) |
|          | La Kalle  | Música.               | 29 de outubro de 2016 (8 anos)  |